# Alexander Nübel
Alexander Nübel, né le 30 septembre 1996 à Paderborn, est un footballeur international allemand qui évolue au poste de gardien de but au VfB Stuttgart, où il est prêté par le Bayern Munich.

## Biographie

### En club

#### Débuts et formation au SC Paderborn (2003-2015)
Alexander Nübel est né à Paderborn, dans le Land ("Bundesland") de Rhénanie-du-Nord-Westphalie, et a grandi dans le village voisine de Tudorf. Alexander Nübel commence le football au TSV Tudorf 1919 e.V., avant de rallier les équipes de jeunes du SC Paderborn. Il y réalise toute sa formation avant d'intégrer l'équipe réserve du club à ses 17 ans.

#### Schalke 04 (2015-2020)

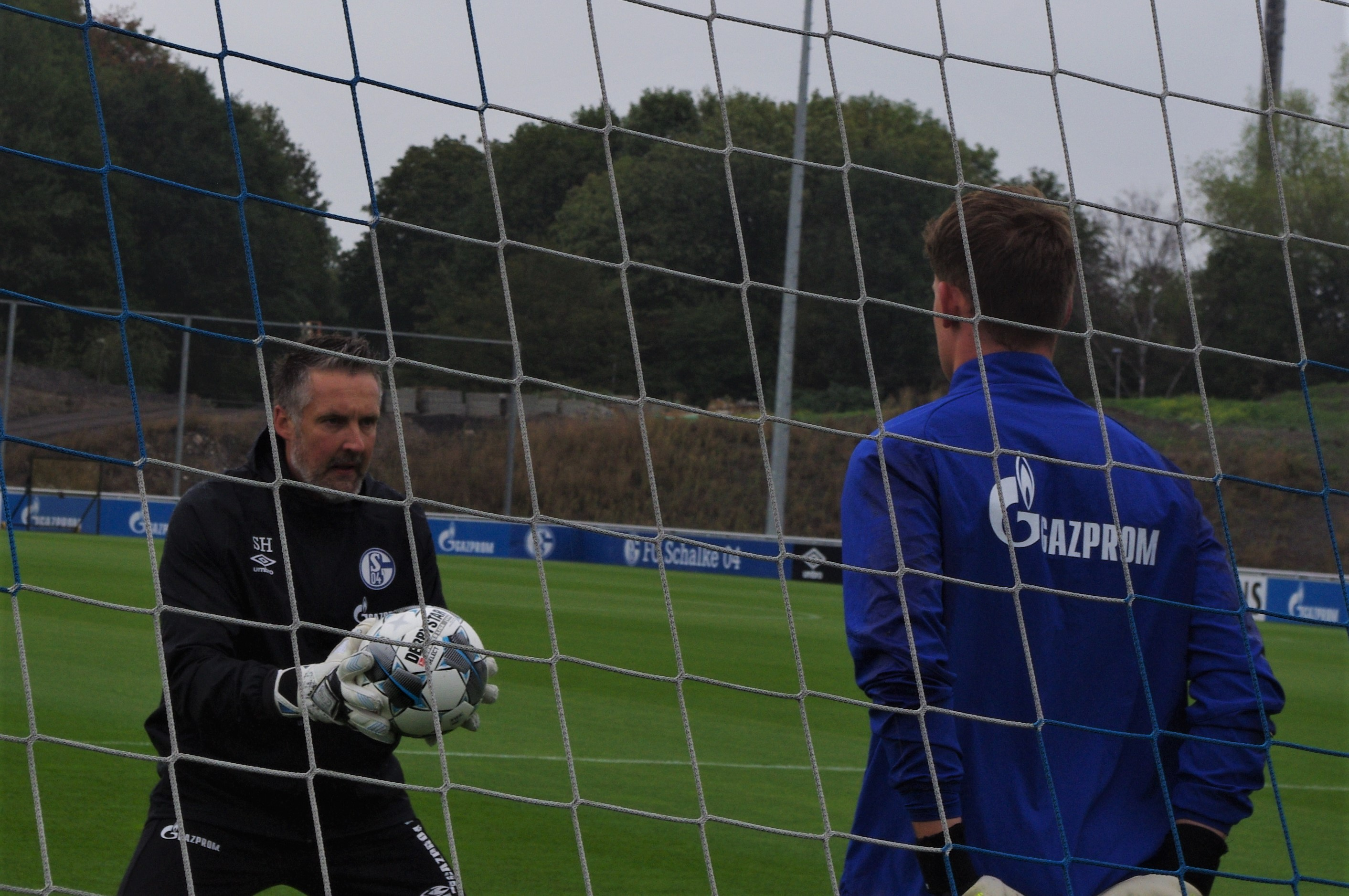
Alexander Nübel (de dos) à l'entraînement avec Schalke.

Le 27 août 2015, il s'engage en faveur de Schalke 04. Il suit son ancien entraîneur à Paderborn, André Breitenreiter.
Il fait partie du groupe professionnel mais alterne, dans un premier temps, entre les bancs de Bundesliga et l'équipe réserve en Regionalliga. Il joue son premier match de Bundesliga le 14 mai 2016 lors de la dernière journée de championnat, en remplaçant le gardien titulaire Ralf Fährmann en fin de rencontre.
Le 20 octobre 2018, il est titulaire pour la première fois en Bundesliga à la suite de la blessure de Ralf Fährmann face au Werder Brême, puis quatre jours plus tard il joue son premier match en Ligue des champions contre Galatasaray.
Lors de la trêve hivernale de janvier 2019, Domenico Tedesco annonce que Nübel sera désormais numéro 1 dans la hiérarchie des gardiens à Schalke devant Ralf Fährmann.
Ses bonnes prestations depuis son nouveau statut lui valent de susciter l'interêt du Bayern Munich,, et du Paris Saint-Germain.
Lors du mercato estival de 2019, Nübel est au centre de tous les intérêts. En effet, étant en fin de contrat en juin 2020 et ne souhaitant pas prolonger, son nom est régulièrement associé à certains grands clubs européens. Cependant, le nouveau directeur sportif de Schalke 04, Jochen Schneider, est très clair à ce sujet : « Il jouera à Schalke 04 cette saison. J'écarte la possibilité d'un transfert. Notre souhait à tous, c'est de le prolonger et nous travaillons pour y parvenir. ».
Le 3 août 2019, le nouvel entraîneur David Wagner le propulse capitaine de Schalke 04 pour l'exercice à venir, remplaçant pour ce rôle le gardien sortant Ralf Fährmann parti en prêt à Norwich City quelques jours plus tôt. Il devient capitaine à 22 ans et avec seulement 24 matchs professionnels à son actif.
Le 15 décembre 2019 face à l'Eintracht Francfort, il est coupable d'une sortie non maitrisée hors de sa surface de réparation sur Mijat Gaćinović. Il est immédiatement exclu et sera sanctionné deux jours plus tard de 4 matchs de suspension ainsi que d'une amende de 12 000 euros par la Fédération allemande de football.
Le 22 décembre 2019 dans un communiqué, le club de Schalke 04 annonce officiellement que Nübel ne prolongera pas son contrat et quittera le club en fin de saison.
Le 4 janvier 2020, étant à six mois de la fin de son contrat à Schalke, il s'engage officiellement avec le Bayern Munich à partir de la saison 2020-2021.

#### Bayern Munich (2020-)
Le 30 juin 2020, il intègre officiellement le Bayern Munich après avoir satisfait sa visite médicale. Il ne joue que quatre matchs toutes compétitions confondues.

##### Prêt à l'AS Monaco (2021-2023)
Après une saison au Bayern comme doublure de Manuel Neuer, il est prêté durant deux saisons à l'AS Monaco pour obtenir plus de temps de jeu. Il commence la saison dans la peau d'un titulaire lors du tour préliminaire aller de Ligue des champions contre le Sparta Prague et n'encaisse pas de but. En interview d'après-match, Niko Kovač le confirme comme le nouveau numéro 1 dans les cages. Malgré cette entrée en la matière encourageante, il ne parvient pas à montrer ses qualités en commettant même quelques bourdes en ce début de saison. Lors de la première journée de Ligue 1, il encaisse un but évitable sur une tête piquée de Jean-Charles Castelletto contre le FC Nantes et ne réalise aucun arrêt. Puis, lors de troisième journée, il est l'auteur d'une faute de main sur l'ouverture du score lors de la défaite contre le RC Lens. De la première à la septième journée - il est même chambré par ses propres supporters après avoir encaissé un but de Denis Bouanga lors de la victoire 3-1 contre l'AS Saint-Etienne -, il encaisse systématiquement un but au moins lors de chaque rencontre et ne repousse qu'une infime partie des tirs cadrés qu'il reçoit, au point d'être remis en question par les observateurs. Cependant, Niko Kovac le confirme une nouvelle fois dans son rôle de numéro un. Outre ses performances médiocres, il se distingue par une attitude hautaine vis-à-vis de ses coéquipiers dans le vestiaire en n'hésitant pas à les recadrer malgré son faible niveau de performance. Le 30 septembre 2021, pour le compte de la deuxième journée de la phase de groupe de la Ligue Europa, il est encore une fois fautif sur le but encaissé en relançant mal la balle au pied, puis en ne captant pas le centre du joueur de la Real Sociedad. Les Basques égalisent sur le corner suivant l'action et Monaco ne repart qu'avec un point d'Espagne. Il doit attendre la neuvième journée pour obtenir son premier clean sheet de la saison, lors d'une victoire 3-0 contre les Girondins de Bordeaux. Or, il n'a pas arrêté le seul tir cadré dangereux bordelais, au contraire, c'est son défenseur Guillermo Maripán qui a sauvé le ballon sur sa ligne lorsque Timothée Pembélé a éliminé le gardien avec beaucoup de facilité. Contre le PSV Eindhoven, il enregistre un clean sheet, grâce au fait que les Néerlandais n'ont pas cadré une seule frappe dans cette rencontre. Lors de la 5ème journée de Ligue Europa 2021-2022, il est hésitant dans sa sortie sur Alexander Isak et se fait lober par l'attaquant de la Real Sociedad, heureusement, il détourne le seul autre tir cadré de la rencontre et Monaco gagne 2-1, se qualifiant ainsi pour les huitièmes de finale de la compétition. Lors des 20ème et 21ème journée de Ligue 1, il parvient à garder sa cage inviolée, une première pour lui en Ligue 1,. Le 5 février 2022, il montre de la fébrilité sur ses relances au pied et ses sorties sur les corners et centres de Lyon. Malgré cela, il se reprend en deuxième période et finit avec zéro but encaissé. Lors de la 37ème journée, il maintient son équipe en vie malgré deux buts encaissés tôt dans le match, dont un où il aurait pu mieux protéger son premier poteau, en arrêtant un tir subtil à bout portant d'Irvin Cardona. Monaco reviendra dans le match et l'emportera 4-2 contre Brest.
Lors de la saison 2022-2023, il n'est toujours pas impérial malgré de meilleures prestations. Notamment, lors de la journée 35, pendant laquelle il n'encaisse pas de but arrêtant notamment deux tirs à bout portant des attaquants lillois. Le 22 avril 2023, il relance mal le ballon et provoque le premier but des Lensois dans un match très important pour l'Europe, finalement, il encaisse trois buts et ne se montre que trop peu décisif. Lors de la 37ème journée, il réalise de nombreux arrêts sur le terrain du Stade Rennais, malheureusement, il s'incline à deux reprises notamment sur une frappe molle de Lovro Majer qu'il aurait pu repousser avec une main plus ferme.

#### Retour au Bayern Munich (2023-)
Le 9 juin 2023, l'AS Monaco annonce le départ d'Alexandre Nübel, qui fait son retour de prêt au Bayern Munich.

### En sélection

#### Avec les espoirs (2017-2019)
Il fait ses débuts internationaux chez les espoirs le 1er septembre 2017 face à la Hongrie (défaite 1-2).
En 2019, il est appelé par Stefan Kuntz pour participer au championnat d'Europe espoirs en Italie et à Saint-Marin où les Allemands échouent en finale face à l'Espagne. Il est élu meilleur gardien à l'issue de la compétition.

#### Avec l'équipe A
Le 16 mai 2024, il fait partie d'une liste provisoire de 27 joueurs sélectionnés par Julian Nagelsmann en vue de préparer l'Euro 2024.

## Style de jeu
Doté d'un excellent jeu au pied mais également d'une grande capacité à remporter ses un contre un face à l'attaquant, il est très régulièrement comparé à Manuel Neuer, lui aussi formé à Schalke 04,.

## Statistiques
| Saison                | Club                  | Championnat           | Championnat | Championnat | Championnat | Coupe(s) nationale(s) | Coupe(s) nationale(s) | Coupe(s) nationale(s) | Supercoupe | Supercoupe | Supercoupe | Compétition(s) continentale(s) | Compétition(s) continentale(s) | Compétition(s) continentale(s) | Compétition(s) continentale(s) | Allemagne | Allemagne | Allemagne | Total | Total | Total |
| Saison                | Club                  | Division              | M.          | B.          | P.d.        | M.                    | B.                    | P.d.                  | M.         | B.         | P.d.       | Comp.                          | M.                             | B.                             | P.d.                           | M.        | B.        | P.d.      | M.    | B.    | P.d.  |
| 2014-2015             | SC Paderborn II       | Westfalenliga         | 12          | 0           | 0           | -                     | -                     | -                     | -          | -          | -          | -                              | -                              | -                              | -                              | -         | -         | -         | 12    | 0     | 0     |
| 2015-2016             | Schalke 04 II         | Regionalliga          | 13          | 0           | 0           | -                     | -                     | -                     | -          | -          | -          | -                              | -                              | -                              | -                              | -         | -         | -         | 13    | 0     | 0     |
| 2016-2017             | Schalke 04 II         | Regionalliga          | 10          | 0           | 0           | -                     | -                     | -                     | -          | -          | -          | -                              | -                              | -                              | -                              | -         | -         | -         | 10    | 0     | 0     |
| 2017-2018             | Schalke 04 II         | Oberliga              | 1           | 0           | 0           | -                     | -                     | -                     | -          | -          | -          | -                              | -                              | -                              | -                              | -         | -         | -         | 1     | 0     | 0     |
| Sous-total            | Sous-total            | Sous-total            | 36          | 0           | 0           | -                     | -                     | -                     | -          | -          | -          | -                              | -                              | -                              | -                              | -         | -         | -         | 36    | 0     | 0     |
| 2015-2016             | FC Schalke 04         | Bundesliga            | 1           | 0           | 0           | -                     | -                     | -                     | -          | -          | -          | C3                             | -                              | -                              | -                              | -         | -         | -         | 1     | 0     | 0     |
| 2016-2017             | FC Schalke 04         | Bundesliga            | -           | -           | -           | -                     | -                     | -                     | -          | -          | -          | C3                             | -                              | -                              | -                              | -         | -         | -         | 0     | 0     | 0     |
| 2017-2018             | FC Schalke 04         | Bundesliga            | 1           | 0           | 0           | -                     | -                     | -                     | -          | -          | -          | -                              | -                              | -                              | -                              | -         | -         | -         | 1     | 0     | 0     |
| 2018-2019             | FC Schalke 04         | Bundesliga            | 18          | 0           | 0           | 2                     | 0                     | 0                     | -          | -          | -          | C1                             | 2                              | 0                              | 0                              | -         | -         | -         | 22    | 0     | 0     |
| 2019-2020             | Schalke 04            | Bundesliga            | 26          | 0           | 0           | 3                     | 0                     | 0                     | -          | -          | -          | -                              | -                              | -                              | -                              | -         | -         | -         | 29    | 0     | 0     |
| Sous-total            | Sous-total            | Sous-total            | 46          | 0           | 0           | 5                     | 0                     | 0                     | -          | -          | -          | -                              | 2                              | 0                              | 0                              | -         | -         | -         | 53    | 0     | 0     |
| 2020-2021             | Bayern Munich         | Bundesliga            | 1           | 0           | 0           | 1                     | 0                     | 0                     | -          | -          | -          | C1                             | 2                              | 0                              | 0                              | -         | -         | -         | 4     | 0     | 0     |
| 2021-2022             | AS Monaco (prêt)      | Ligue 1               | 38          | 0           | 0           | 1                     | 0                     | 0                     | -          | -          | -          | C1+C3                          | 3+7                            | 0+0                            | 0                              | -         | -         | -         | 49    | 0     | 0     |
| 2022-2023             | AS Monaco (prêt)      | Ligue 1               | 38          | 0           | 0           | -                     | -                     | -                     | -          | -          | -          | C1+C3                          | 2+8                            | 0+0                            | 0                              | -         | -         | -         | 48    | 0     | 0     |
| Sous-total            | Sous-total            | Sous-total            | 76          | 0           | 0           | 1                     | 0                     | 0                     | -          | -          | -          | -                              | 20                             | 0                              | 0                              | -         | -         | -         | 97    | 0     | 0     |
| 2023-2024             | VfB Stuttgart (prêt)  | Bundesliga            | 30          | 0           | 0           | 4                     | 0                     | 0                     | -          | -          | -          | -                              | -                              | -                              | -                              | -         | -         | -         | 34    | 0     | 0     |
| 2024-2025             | VfB Stuttgart (prêt)  | Bundesliga            | 34          | 0           | 1           | 4                     | 0                     | 0                     | 1          | 0          | 0          | C1                             | 7                              | 0                              | 0                              | 2         | 0         | 0         | 48    | 0     | 1     |
| Sous-total            | Sous-total            | Sous-total            | 64          | 0           | 1           | 7                     | 0                     | 0                     | 1          | 0          | 0          | -                              | 7                              | 0                              | 0                              | 2         | 0         | 0         | 81    | 0     | 1     |
| Total sur la carrière | Total sur la carrière | Total sur la carrière | 223         | 0           | 1           | 14                    | 0                     | 0                     | 1          | 0          | 0          | -                              | 31                             | 0                              | 0                              | 2         | 0         | 0         | 271   | 0     | 1     |

## Palmarès
| Schalke 04                                           | FC Bayern Munich                              | VfB Stuttgart                            | Équipe d'Allemagne                                  |
| ---------------------------------------------------- | --------------------------------------------- | ---------------------------------------- | --------------------------------------------------- |
| * Championnat d'Allemagne : - - Vice-champion : 2018 | - Championnat d'Allemagne : - Champion : 2021 | - Coupe d'Allemagne : - Vainqueur : 2025 | - Championnat d'Europe espoirs : - Finaliste : 2019 |

### Récompense individuelle
- Élu meilleur gardien de but du Championnat d'Europe espoirs 2019.